# ThSV Eisenach
Maillots
Dernière mise à jour : 28 juillet 2014.
Le  ThSV Eisenach (Thüringer Sportverein Eisenach)  est un club de handball  situé à Eisenach en Thuringe qui évolue en 2.Bundesliga.
Auparavant, il faisait partie du club omnisports du BSG Motor Eisenach, mais il s'en séparera en 1991 lors de la réunification allemande.
Il fut une place importante dans le handball est-allemand durant les années 1950.

## Histoire
Le club est fondé sous l’appellation de ZBSG/BMW Motor Eisenach pendant l’été 1949 sous l’égide de l’industrie automobile est-allemande, l’une des seize associations organisant la pratique sportive dans le régime communiste. Il rassemble alors la plupart des clubs de la ville dissous peu de temps auparavant. Il prend le nom de BSG Motor Eisenach en juin 1950.
L’équipe de handball à 11 en plein air joue régulièrement en première division et remporte le titre national en 1958 en battant SC Empor Rostock 13-12. L’équipe de handball en salle termine elle première de sa poule dès sa première saison en première division (1956), et se qualifie ainsi pour la finale du championnat où elle doit s’incliner contre Motor Rostock. Elle récidive l’année suivante et connaît le même sort contre le même adversaire, alors en pleine période de gloire. Eisenach se maintient ensuite parmi l’élite jusqu’en 1964 lors du passage du championnat de 20 à 10 clubs, puis effectue plusieurs passages en deuxième division (descentes en 1966, 1977, 1980, remontées en 1965, 1967, 1978). Sa meilleure place sera cinquième en 1989.
En 1991, après la réunification allemande, la section handball se sépare du club et prend le nom de ThSV Eisenach et intègre la Bundesliga lors de la saison 1991-92, à l’issue de laquelle il descend comme la plupart des autres équipes issues de la R.D.A.. Il parvient toutefois à se hisser à nouveau en 1. Bundesliga en 1997 et effectue sept saisons au sein de l’élite (meilleure place : 10e en 2002) avant de redescendre.
Après neuf saisons dans l'anti chambre de l'élite allemande, la 2. Bundesliga, le ThSV Eisenach parvient à se hisser de nouveau parmi l'élite en 2013, finissant troisième de la 2. Bundesliga mais cela fut de courte durée puisqu'il fut relégué, terminant dix-septième, soit avant-dernier.

### Parcours
| Saison    | Niveau | Division            | Place   | Coupe d'Allemagne  |
| --------- | ------ | ------------------- | ------- | ------------------ |
| 1990–1991 | 1      | 1. Bundesliga (RDA) | 7e (de) | ?                  |
| 1991–1992 | 1      | 1. Bundesliga (Sud) | 10e     | ?                  |
| 1992–1993 | 2      | 2.Bundesliga Süd    | 9e      | ?                  |
| 1993–1994 | 2      | 2.Bundesliga Süd    | 8e      | ?                  |
| 1994–1995 | 2      | 2.Bundesliga Süd    | 8e      | ?                  |
| 1995–1996 | 2      | 2.Bundesliga Süd    | 5e      | ?                  |
| 1996–1997 | 2      | 2.Bundesliga Süd    | 1er     | ?                  |
| 1997–1998 | 1      | 1.Bundesliga        | 13e     | Deuxième tour      |
| 1998–1999 | 1      | 1.Bundesliga        | 13e     | Troisième tour     |
| 1999–2000 | 1      | 1.Bundesliga        | 13e     | Troisième tour     |
| 2000–2001 | 1      | 1.Bundesliga        | 16e     | Quatrième tour     |
| 2001–2002 | 1      | 1.Bundesliga        | 10e     | Cinquième tour     |
| 2002–2003 | 1      | 1.Bundesliga        | 14e     | Deuxième tour      |
| 2003–2004 | 1      | 1.Bundesliga        | 17e     | Troisième tour     |
| 2004–2005 | 2      | 2.Bundesliga Süd    | 5e      | Troisième tour     |
| 2005–2006 | 2      | 2.Bundesliga Süd    | 5e      | Premier tour       |
| 2006–2007 | 2      | 2.Bundesliga Süd    | 12e     | Troisième tour     |
| 2007–2008 | 2      | 2.Bundesliga Süd    | 11e     | Troisième tour     |
| 2008–2009 | 2      | 2.Bundesliga Süd    | 5e      | Huitième de finale |
| 2009–2010 | 2      | 2.Bundesliga Süd    | 10e     | Deuxième tour      |
| 2010–2011 | 2      | 2.Bundesliga Süd    | 7e      | Premier tour       |
| 2011–2012 | 2      | 2.Bundesliga        | 8e      | Troisième tour     |
| 2012–2013 | 2      | 2.Bundesliga        | 3e      | Deuxième tour      |
| 2013–2014 | 1      | 1.Bundesliga        | 16e     | ?                  |
| 2014–2015 | 2      | 2.Bundesliga        | 2e      | Deuxième tour      |
| 2015–2016 | 1      | 1.Bundesliga        | 16e     | ?                  |
| 2016–2017 | 2      | 2.Bundesliga        | 7e      | ?                  |
| 2017–2018 | 2      | 2.Bundesliga        | 17e     | ?                  |
| 2018–2019 | 3      | 3. Liga             | 1er     | ?                  |
| 2019–2020 | 2      | 2.Bundesliga        | 11e     | ?                  |
| 2020–2021 | 2      | 2.Bundesliga        | 11e     | ?                  |
| 2021–2022 | 2      | 2.Bundesliga        | 3e      | ?                  |
| 2022–2023 | 2      | 2.Bundesliga        | 2e      | ?                  |

## Palmarès
Le palmarès du club a été acquis dans les années 1950 lorsque le club était une section du BSG Motor Eisenach :
- Vainqueur du Championnat d'Allemagne de l'Est à onze (de) (1) : 1958
- Finaliste du Championnat d'Allemagne de l'Est à 7  (2) : 1956, 1957

Plus récemment, le ThSV Eisenach a obtenu des résultats en 2. Bundesliga :
- Championnat d'Allemagne de D2 (2. Bundesliga).
  - Vainqueur (1) : 1997 (poule sud)
  - Deuxième (1) : 2015 (poule unique)

Il a participé à la 1. Bundesliga en 1991-92, de 1997 à 2004, en 2013-14 et en 2015-16.

## Effectif actuel
| N° | Joueur                       | Poste          | Taille | Date de naissance | Ancien club               |
| -- | ---------------------------- | -------------- | ------ | ----------------- | ------------------------- |
| 1  | René Villadsen               | Gardien de but | 2,01 m | 18.04.1986        | SønderjyskE Håndbold      |
| 12 | Stanislaw Gorobtschuk        | Gardien de but | 1,93 m | 16.04.1988        | VfL Gummersbach           |
| 16 | Adrian Winkler               | Gardien de but | 1,97 m | 28.08.1994        | Formé au club             |
| 25 | Christian Trabert            | Gardien de but | 1,90 m | 27.03.1993        | Formé au club             |
| 3  | Benjamin Trautvetter         | Pivot          | 1,90 m | 28.03.1985        | HSG Niestetal-Staufenberg |
| 4  | Bjarki Már Elísson           | Ailier gauche  | 1,89 m | 16.05.1990        | HK Kópavogur              |
| 5  | Tomáš Sklenák                | Demi-centre    | 1,86 m | 02.03.1982        | SKP Frýdek-Místek         |
| 6  | Adrian Wöhler                | Arrière droit  | 1,88 m | 26.04.1987        | Formé au club             |
| 7  | Aivis Jurdžs                 | Arrière gauche | 1,97 m | 24.08.1983        | TSV Hannover-Burgdorf     |
| 8  | Hannes Jón Jónsson           | Demi-centre    | 1,86 m | 23.02.1980        | TSV Hannover-Burgdorf     |
| 9  | Daniel Luther                | Arrière gauche | 1,93 m | 27.09.1987        | Formé au club             |
| 10 | Peter Pucelj                 | Pivot          | 1,93 m | 06.12.1982        | RK Gorenje Velenje        |
| 11 | Dener Jaanimaa               | Arrière droit  | 1,85 m | 09.08.1989        | EHV Aue                   |
| 18 | Christopher Stölzner         | Arrière gauche | 1,87 m | 23.01.1994        | Formé au club             |
| 19 | Nicolai Hansen               | Pivot          | 1,96 m | 02.06.1982        | Viborg HK                 |
| 21 | Mikel Aguirrezabalaga García | Arrière gauche | 1,90 m | 08.04.1984        | HC Dinamo Minsk           |
| 23 | Tom Winner                   | Pivot          | 1,86 m | 23.07.1992        | Formé au club             |
| 24 | Faruk Vražalić               | Arrière droit  | 1,90 m | 22.06.1990        | Reale Ademar León         |
| 27 | Nick Heinemann               | Arrière droit  | 1,78 m | 27.01.1984        | Formé au club             |
| 33 | Ģirts Lilienfelds            | Arrière droit  | 1,89 m | 04.12.1982        | ASK Riga                  |
| 34 | Branimir Koloper             | Pivot          | 1,95 m | 31.10.1985        | RD Slovan Ljubljana       |

## Personnalité liée au club

### Joueurs emblématiques
- Jörn Schläger
- Stefan Kneer
- Stephan Just
- Andreï Kourtchov
- Danijel Grgić
- Dragan Jerković
- Sergio Ruíz Casanova
- Bernard Latchimy
- Éric Amalou
- Stéphane Joulin
- Julián Duranona
- Edgar Schwank
- Evars Klešniks
- Gintautas Vilaniškis
- Frode Scheie
- Johnny Jensen
- Preben Vildalen
- Sjur Tollefsen
- Zdeněk Vaněk
- Robert-Ioan Licu
- Titel Răduță
- Sergueï Pogorelov
- Andrej Kastelič
- Martin Andersson

### Entraîneur
- Niculae Nedeff (1992)
- Rainer Osmann (1992-2000)
- Jürgen Beck (2000)
- Matthias Allonge (2001)
- Peter Rost (2001-2003)
- Zlatko Ferić (2003-2005)
- Rúnar Sigtryggsson (2005)
- Zdeněk Vaněk (2005-2006)
- Hans-Joachim Ursinus (2006-2008)
- Maik Handschke (2008-2010)
- Aðalsteinn Eyjólfsson (depuis 2010)

## Werner-Assmann-Halle
La Werner-Assmann-Halle est l'entre du ThSV Eisenach, cette salle omnisports peut accueillir 3100 places.